# Cineplexx
Die Cineplexx Kinobetriebe Ges.m.b.H. ist der größte Kinobetreiber in Österreich und ein Tochterunternehmen der Constantin Film-Holding mit Sitz in Wien. Sie wurde 1993 gegründet und betreibt unter dem Namen Cineplexx 23 Multiplex-Kinocenter sowie 6 weitere Ein- oder Mehrsaal-Kinos in Österreich. Darüber hinaus expandiert das Unternehmen in mehrere Länder in Europa und eröffnet dort neue Kinos. Größter Kinobetreiber Österreichs nach Constantin ist Hollywood Megaplex, seitdem die österreichischen Kinos von United Cinemas International von Cineplexx aufgekauft wurden.

## Geschichte

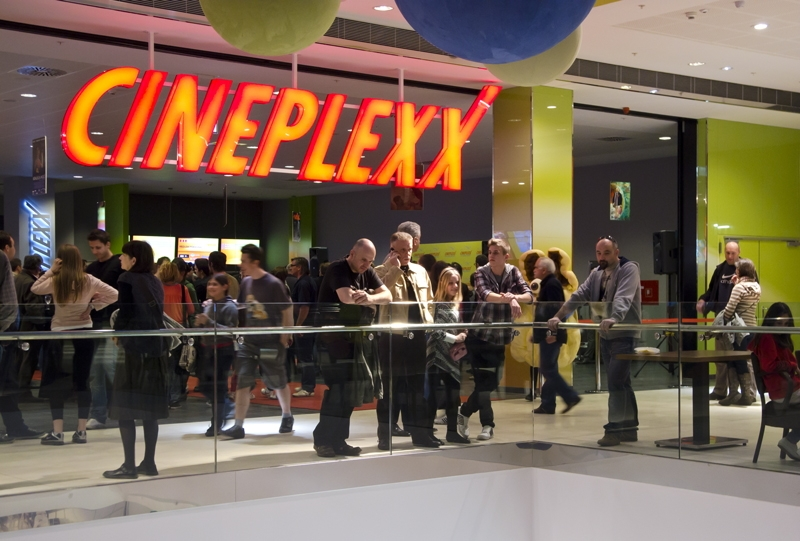
Cineplexx Zagreb

Das erste Cineplexx-Kino wurde am 31. Oktober 1996 in Graz eröffnet. Es war nach dem Apollo Kino das zweite Kinocenter der Constantin Film-Holding. Das größte Cineplexx wurde im November 1999 auf der sogenannten Donauplatte errichtet, das Cineplexx Reichsbrücke mit 13 Sälen und 3.400 Plätzen. Dieses wurde jedoch 2011 wieder geschlossen. Seit dem Konkurs der Kiba im Jahr 1999 ist die Cineplexx-Kinokette der größte Kinobetreiber Österreichs.
Im März 2001 übernahm die Cineplexx-Mutter Constantin das 1999 vom Loews-Konzern eröffnete Multiplex-Kino in Auhof (nun: Cineplexx Wien-Auhof) und im Dezember 2002 das Kino in den Vienna Twin Towers von der deutschen Cinestar-Gruppe, das seither Cineplexx Wienerberg heißt. 2004 übernahm Constantin auch das 1999 eröffnete Donauplex.
Die Marktanteile der Cineplexx-Kinos an den österreichischen Kinobesuchen und Einspielergebnissen betrugen 2000 und 2001 zwischen 22 und 25 %, in den Jahren 2002 und 2003 jeweils ca. 12 %. Im Jahr 2021 belief sich der Marktanteil der Kinokette auf rund 50 %.
2006 verfügte die Cineplexx-Kette über 24 Kinos mit 56 Sälen und knapp 33.000 Sitzplätzen von österreichweit insgesamt 176 Kinos mit 560 Sälen und 101.000 Plätzen. Das ergab für 2006 einen Anteil von 33 % an der Gesamtbesucherkapazität der österreichischen Kinos. Seither erhöhte sich die Anzahl der Kinos auf 30, davon 24 Cineplexx-Kinocenter.
Am 12. Mai 2009 wurde das erste Cineplexx Kino außerhalb Österreichs in Bozen (Südtirol), mit 7 Kinosälen und insgesamt 1.416 Sitzplätzen eröffnet. Es war das erste Mehrsaalkino Italiens, das voll digitalisiert war, verfügte zu Beginn aber auch noch zusätzlich über analoge Projektoren. Am 20. August 2021 wurde das 2. Cineplexx Kino Italiens mit 4 Sälen in Algund (Südtirol) eröffnet.
Seit Anfang 2019 zählen die drei Kinos der UCI-Kette in Österreich zur Cineplexx-Kette.
Im Rahmen der COVID-19-Pandemie mussten sämtliche Kinos in Österreich per Verordnung (Betretungsverbot) mit Wirkung zum 14. März 2020 schließen. Am 5. August 2020 wurden sie mit dem „Cineplexx Day“ wiedereröffnet. Im Herbst 2020 kam es durch zahlreiche Filmverschiebungen standortabhängig zu teilweise mehreren Schließtagen. Aufgrund des erneuten Anstiegs an Neuinfektionen musste der Spielbetrieb mit 2. November 2020 erneut vorübergehend eingestellt werden. Nach weiteren sich abwechselnden Phasen der behördlichen Schließung und Wiedereröffnung wird der Betrieb in allen österreichischen Standorten seit 12. Dezember 2021 ununterbrochen fortgeführt.
Der Betrieb im Cineplexx Salzburg City wurde am 31. August 2020 dauerhaft eingestellt, laut Angaben des Betreibers aufgrund eines fortschreitenden Qualitätsverfalls der Immobilie. Der Hauseigentümer Andreas Heigl widersprach dieser Darstellung. Der aus der Schließung resultierende Rechtsstreit wurde im Frühjahr 2022 zugunsten der Cineplexx Kinobetriebe rechtskräftig entschieden.

## Kinos
Die Cineplexx-Kinocenter in Österreich sind:
- Apollo Kino (Wien)
- Annenhof Kino (Graz, Steiermark) ehemals UCI
- Cineplexx Amstetten (Niederösterreich)
- Cineplexx Donau Zentrum (Wien) ehemals Hollywood Megaplex
- Cineplexx Graz (Steiermark)
- Cineplexx Hohenems (Vorarlberg)
- Cineplexx Innsbruck (Tirol)
- Cineplexx Lauterach (Vorarlberg)
- Cineplexx Leoben (Steiermark) ehemals CineStar
- Cineplexx Weiz (Steiermark)
- Cineplexx Linz (Oberösterreich)
- Cineplexx Mattersburg (Burgenland)
- Cineplexx Parndorf (Burgenland)
- Cineplexx Salzburg Airport (Salzburg)
- Cineplexx Spittal (Kärnten)
- Cineplexx Villach (Kärnten)
- Cineplexx Wien Auhof (Wien) ehemals Loews
- Cineplexx Wiener Neustadt (Niederösterreich) ehemals Village Cinemas
- Cineplexx Wienerberg (Wien) ehemals CineStar
- Cineplexx Wörgl (Tirol)

- Cineplexx Millennium City (Wien) ehemals UCI und größtes Kino Österreichs mit 21 Sälen, nach Übernahme und Umbau verblieben 13 Säle
- Cineplexx Westfield SCS (Wiener Neudorf, Niederösterreich) ehemals UCI
- Village Cinema Wien Mitte (Wien) ehemals Village Cinemas

Die weiteren Kinos, welche zur Cineplexx-Gruppe zählen und der Lichtspieltheater Betriebsgesellschaft m.b.H. gehören, sind:
- Actors Studio (Wien)
- Artis International (Wien)
- Filmtheater Kitzbühel (Tirol)
- Geidorf Kunstkino Graz (Steiermark)
- Stadtkino Villach (Kärnten)
- Urania Kino (Wien)

Ehemalige Spielstätten waren:
- Cineworld Wels (Oberösterreich) – bis Ende November 2013
- English Royal Cinema Graz (Steiermark) – bis 2009, dann Neuübernahme durch das ehemalige „Augarten KIZ“, welches aus dem Augartenkino weichen musste, neu eröffnet als Programmkino „KIZ RoyalKino“. Der Grazer Alternativ-Kinoverein heißt „KIZ – Kritisches Informationszentrum“.[26][27]
- Tuchlauben Kino (Wien) – bis 2009[28]
- Auge Gottes Kino (Wien) – bis 2011[29]
- Cineplexx Reichsbrücke (Wien) – bis 2011[7][8]
- Beethoven Kino Baden (Niederösterreich) – bis 2013, wird neu übernommen vom Programmkinobetreiber Cinema Paradiso ab Oktober 2013[30]
- Cineplexx Salzburg City (Salzburg) ehemals als Cinemaxx – bis 31. August 2020[21]

Cineplexx International:
- Albanien (2): Cineplexx Tirana TEG, Cineplexx QTU Tirana
- Bosnien und Herzegowina (3): Cineplexx Palas Banja Luka (Joint Venture), Cineplexx Sarajevo, Cineplexx Mostar (Joint Venture)
- Griechenland (1): Cineplexx One Salonica
- Italien (2): Cineplexx Bozen, Cineplexx Algund
- Kosovo (2): Cineplexx Prishtine, Cineplexx Prizren
- Kroatien (2): Cineplexx Zagreb East, Cineplexx Split
- Montenegro (1): Cineplexx Podgorica
- Nordmazedonien (1): Cineplexx Skopje
- Rumänien (5): Cineplexx Baneasa (Bukarest), Cineplexx Titan (Bukarest), Cineplexx Satu Mare, Cineplexx Sibiu, Cineplexx Târgu Mureș
- Serbien (8): Cineplexx Delta City Beograd, Cineplexx Ušće Beograd, Cineplexx BIG Beograd, Cineplexx BIG Kragujevac, Cineplexx Niš, Cineplexx Promenada Novi Sad, Cineplexx BEO Shopping Beograd, Cineplexx Galerija Belgrade
- Slowenien (7): Cineplexx Celje, Cineplexx Koper, Cineplexx Kranj, Cineplexx Ljubljana Rudnik, Cineplexx Maribor, Cineplexx Murska Sobota, Cineplexx Novo Mesto